# نيدهوغ (لعبة فيديو)
نيدهوغ (بالإنجليزية: Nidhogg)‏ ، هي لعبة إلكترونية أمريكية أنتجت عام 2014م، طوره ونشره ميشوف.

## طريقة اللعبة
يقوم بطل اللعبة (شخصية باللون الأصفر) بمحاربة خصمه في كل مرة وتهدف للوصول لخط النهاية قبل أن يفترسه التنين الخارق يدعى نيدهوغ.

## وصلات خارجية
- الموقع الرسمي